# Aphytis proclia
Aphytis proclia är en stekelart som först beskrevs av Walker 1839.  Aphytis proclia ingår i släktet Aphytis och familjen växtlussteklar. Arten är reproducerande i Sverige. Inga underarter finns listade i Catalogue of Life.